# Кідрячево
Кідря́чево (рос. Кидрячево, башк. Ҡыҙрас) — село у складі Давлекановського району Башкортостану, Росія. Адміністративний центр Кідрячевської сільської ради.
Населення — 487 осіб (2010; 449 в 2002).
Національний склад:
- башкири — 98 %